# Maričiće
Maričiće (cyr. Маричиће) – wieś w Serbii, w okręgu toplickim, w gminie Kuršumlija. W 2011 roku liczyła 53 mieszkańców.